# Gaiziapis
Genre
Gaiziapis est un genre d'araignées aranéomorphes de la famille des Anapidae.

## Distribution
Les espèces de ce genre sont endémiques de Chine. Elles se rencontrent au Yunnan et au Guangxi.

## Liste des espèces
Selon World Spider Catalog (version 16.0, 13/07/2015) :
- Gaiziapis encunensis Lin & Li, 2012
- Gaiziapis zhizhuba Miller, Griswold & Yin, 2009

## Publication originale
- Miller, Griswold & Yin, 2009 : The symphytognathoid spiders of the Gaoligongshan, Yunnan, China (Araneae, Araneoidea): Systematics and diversity of micro-orbweavers. ZooKeys, vol. 11, p. 9-195 (texte intégral).